# Basquetebol nos Jogos Olímpicos de Verão de 2012 - Masculino
O torneio masculino de basquetebol nos Jogos Olímpicos de Verão de 2012, ocorreu entre 29 de julho e 12 de agosto. A fase de grupos teve como ginásio principal a Basketball Arena, enquanto a fase final o North Greenwich Arena, ambos em Londres.

## Medalhistas
|  | USA Estados Unidos |  | ESP Espanha |  | RUS Rússia |
|  | Tyson Chandler Kevin Durant LeBron James Russell Westbrook Deron Williams Andre Iguodala Kobe Bryant Kevin Love James Harden Chris Paul Anthony Davis Carmelo Anthony |  | Pau Gasol Rudy Fernández Sergio Rodríguez Juan Carlos Navarro José Calderón Felipe Reyes Víctor Claver Fernando San Emeterio Sergio Llull Marc Gasol Serge Ibaka Víctor Sada |  | Alexey Shved Timofey Mozgov Sergey Karasev Vitaly Fridzon Alexander Kaun Evgeny Voronov Viktor Khryapa Semyon Antonov Sergei Monia Dmitri Khvostov Anton Ponkrashov Andrei Kirilenko |

## Qualificação
| Campeonato de classificação masculino               | Data                                  | País       | Vagas | Classificados               |
| --------------------------------------------------- | ------------------------------------- | ---------- | ----- | --------------------------- |
| País sede                                           | 6 de julho de 2005                    |            | 1     | Grã-Bretanha                |
| Campeonato Mundial de Basquetebol Masculino de 2010 | 28 de agosto – 12 de setembro 2010    | Turquia    | 1     | Estados Unidos              |
| Pré-Olimpico da África                              | 17–28 de agosto de 2011               | Madagascar | 1     | Tunísia                     |
| Pré-Olimpico das Américas                           | 30 de agosto – 11 de setembro de 2011 | Argentina  | 2     | Argentina · Brasil          |
| Pré-Olimpico da Oceania                             | 7–11 de setembro de 2011              | Austrália  | 1     | Austrália                   |
| Pré-Olimpico da Europa                              | 31 de agosto – 18 de setembro de 2011 | Lituânia   | 2     | Espanha · França            |
| Pré-Olimpico da Ásia                                | 15–25 de setembro de 2011             | China      | 1     | China                       |
| Pré-Olimpico Mundial                                | 2–8 de julho de 2012                  | Venezuela  | 3     | Rússia · Lituânia · Nigéria |
| Total                                               |                                       |            | 12    |                             |

## Formato
As doze equipes classificadas foram divididas em dois grupos de seis equipes. Cada equipe enfrentou as outras equipes do mesmo grupo, totalizando cinco jogos. As quatro primeiras colocadas de cada grupo se classificaram à fase final, disputado no sistema eliminatório simples. As equipes vencedoras das semifinais disputaram a final e as perdedoras a medalha de bronze.

## Primeira fase
|  | Equipes classificadas à fase final |

Todas as partidas seguem o fuso horário local (UTC+1).

### Grupo A
| Equipe         | J | V | D | PF  | PC  | Dif  | GA    | Pts |
| -------------- | - | - | - | --- | --- | ---- | ----- | --- |
| Estados Unidos | 5 | 5 | 0 | 589 | 398 | +191 | 1.480 | 10  |
| França         | 5 | 4 | 1 | 376 | 378 | −2   | 0.995 | 9   |
| Argentina      | 5 | 3 | 2 | 448 | 424 | +24  | 1.057 | 8   |
| Lituânia       | 5 | 2 | 3 | 395 | 399 | −4   | 0.990 | 7   |
| Nigéria        | 5 | 1 | 4 | 338 | 456 | −118 | 0.741 | 6   |
| Tunísia        | 5 | 0 | 5 | 320 | 411 | −91  | 0.779 | 5   |

| 29 de julho 09:00 | Relatório | Nigéria                                     | 60–56 | Tunísia                                                   |  | Basketball Arena, Londres Árbitros: Ilija Belošević (SRB), Marcos Benito (BRA), Rabah Noujaim (LIB) |  |
| 29 de julho 09:00 | Relatório | Placar por quarto: 18–7, 13–8, 14–16, 15–25 |       |                                                           |  | Basketball Arena, Londres Árbitros: Ilija Belošević (SRB), Marcos Benito (BRA), Rabah Noujaim (LIB) |  |
| 29 de julho 09:00 | Relatório | Pts: Aminu 15 Rbts: Diogu 10 Asts: Skinn 3  |       | Pts: Rzig 18 Rbts: Ben Romdhane 12 Asts: três jogadores 3 |  | Basketball Arena, Londres Árbitros: Ilija Belošević (SRB), Marcos Benito (BRA), Rabah Noujaim (LIB) |  |

| 29 de julho 14:30 | Relatório | Estados Unidos                                      | 98–71 | França                                        |  | Basketball Arena, Londres Árbitros: Cristiano Maranho (BRA), Saša Pukl (SLO), Michael Aylen (AUS) |  |
| 29 de julho 14:30 | Relatório | Placar por quarto: 22–21, 30–15, 26–15, 20–20       |       |                                               |  | Basketball Arena, Londres Árbitros: Cristiano Maranho (BRA), Saša Pukl (SLO), Michael Aylen (AUS) |  |
| 29 de julho 14:30 | Relatório | Pts: Durant 22 Rbts: três jogadores 9 Asts: James 8 |       | Pts: Traoré 12 Rbts: Turiaf 9 Asts: de Colo 3 |  | Basketball Arena, Londres Árbitros: Cristiano Maranho (BRA), Saša Pukl (SLO), Michael Aylen (AUS) |  |

| 29 de julho 22:15 | Relatório | Argentina                                                  | 102–79 | Lituânia                                        |  | Basketball Arena, Londres Árbitros: Carl Jungebrand (FIN), Jorge Carrion (PUR), Vaughan Mayberry (AUS) |  |
| 29 de julho 22:15 | Relatório | Placar por quarto: 24–23, 27–16, 27–22, 24–18              |        |                                                 |  | Basketball Arena, Londres Árbitros: Carl Jungebrand (FIN), Jorge Carrion (PUR), Vaughan Mayberry (AUS) |  |
| 29 de julho 22:15 | Relatório | Pts: Scola 32 Rbts: Ginóbili 10 Asts: Ginóbili, Prigioni 6 |        | Pts: Kleiza 20 Rbts: Kleiza 7 Asts: Kalnietis 5 |  | Basketball Arena, Londres Árbitros: Carl Jungebrand (FIN), Jorge Carrion (PUR), Vaughan Mayberry (AUS) |  |

| 31 de julho 14:30 | Relatório | Lituânia                                             | 72–53 | Nigéria                                                       |  | Basketball Arena, Londres Árbitros: Cristiano Maranho (BRA), Stephen Seibel (CAN), Vitalis Gode (KEN) |  |
| 31 de julho 14:30 | Relatório | Placar por quarto: 14–8, 20–19, 22–13, 16–13         |       |                                                               |  | Basketball Arena, Londres Árbitros: Cristiano Maranho (BRA), Stephen Seibel (CAN), Vitalis Gode (KEN) |  |
| 31 de julho 14:30 | Relatório | Pts: Songaila 12 Rbts: Kleiza 6 Asts: Jasikevičius 9 |       | Pts: Diogu, Al. Aminu 12 Rbts: Al. Aminu 11 Asts: Al. Aminu 2 |  | Basketball Arena, Londres Árbitros: Cristiano Maranho (BRA), Stephen Seibel (CAN), Vitalis Gode (KEN) |  |

| 31 de julho 20:00 | Relatório | França                                        | 71–64 | Argentina                                       |  | Basketball Arena, Londres Árbitros: Juan Arteaga (ESP), Marcos Benito (BRA), Luigi Lamonica (ITA) |  |
| 31 de julho 20:00 | Relatório | Placar por quarto: 19–12, 13–17, 23–24, 16–11 |       |                                                 |  | Basketball Arena, Londres Árbitros: Juan Arteaga (ESP), Marcos Benito (BRA), Luigi Lamonica (ITA) |  |
| 31 de julho 20:00 | Relatório | Pts: Parker 17 Rbts: Batum 7 Asts: Parker 5   |       | Pts: Ginóbili 26 Rbts: Scola 8 Asts: Prigioni 8 |  | Basketball Arena, Londres Árbitros: Juan Arteaga (ESP), Marcos Benito (BRA), Luigi Lamonica (ITA) |  |

| 31 de julho 22:15 | Relatório | Tunísia                                                         | 63–110 | Estados Unidos                                     |  | Basketball Arena, Londres Árbitros: Vaughan Mayberry (AUS), Samir Abaakil (MAR), Oļegs Latiševs (LAT) |  |
| 31 de julho 22:15 | Relatório | Placar por quarto: 15–21, 18–25, 14–39, 16–25                   |        |                                                    |  | Basketball Arena, Londres Árbitros: Vaughan Mayberry (AUS), Samir Abaakil (MAR), Oļegs Latiševs (LAT) |  |
| 31 de julho 22:15 | Relatório | Pts: Ben Romdhane 22 Rbts: Ben Romdhane 11 Asts: Ben Romdhane 4 |        | Pts: Love, Anthony 16 Rbts: Durant 10 Asts: Paul 7 |  | Basketball Arena, Londres Árbitros: Vaughan Mayberry (AUS), Samir Abaakil (MAR), Oļegs Latiševs (LAT) |  |

| 2 de agosto 09:00 | Relatório | França                                       | 82–74 | Lituânia                                           |  | Basketball Arena, Londres Árbitros: Christos Christodoulou (GRE), Ilija Belošević (SRB), Jorge Vázquez (PUR) |  |
| 2 de agosto 09:00 | Relatório | Placar por quarto: 25–21, 14–22, 20–9, 23–22 |       |                                                    |  | Basketball Arena, Londres Árbitros: Christos Christodoulou (GRE), Ilija Belošević (SRB), Jorge Vázquez (PUR) |  |
| 2 de agosto 09:00 | Relatório | Pts: Parker 27 Rbts: Turiaf 10 Asts: Diaw 8  |       | Pts: Kleiza 17 Rbts: Kleiza 7 Asts: Jasikevičius 5 |  | Basketball Arena, Londres Árbitros: Christos Christodoulou (GRE), Ilija Belošević (SRB), Jorge Vázquez (PUR) |  |

| 2 de agosto 14:30 | Relatório | Argentina                                        | 92–69 | Tunísia                                      |  | Basketball Arena, Londres Árbitros: Guerrino Cerebuch (ITA), Michael Aylen (AUS), Borys Ryschyk (UKR) |  |
| 2 de agosto 14:30 | Relatório | Placar por quarto: 14–28, 26–12, 31–16, 21–13    |       |                                              |  | Basketball Arena, Londres Árbitros: Guerrino Cerebuch (ITA), Michael Aylen (AUS), Borys Ryschyk (UKR) |  |
| 2 de agosto 14:30 | Relatório | Pts: Ginóbili 24 Rbts: Scola 10 Asts: Campazzo 7 |       | Pts: Mejri 19 Rbts: Mejri 14 Asts: Laghnej 6 |  | Basketball Arena, Londres Árbitros: Guerrino Cerebuch (ITA), Michael Aylen (AUS), Borys Ryschyk (UKR) |  |

| 2 de agosto 22:15 | Relatório | Estados Unidos                                        | 156–73 | Nigéria                                   |  | Basketball Arena, Londres Árbitros: Juan Arteaga (ESP), Robert Lottermoser (GER), Elena Chernova (RUS) |  |
| 2 de agosto 22:15 | Relatório | Placar por quarto: 49–25, 29–20, 41–17, 37–11         |        |                                           |  | Basketball Arena, Londres Árbitros: Juan Arteaga (ESP), Robert Lottermoser (GER), Elena Chernova (RUS) |  |
| 2 de agosto 22:15 | Relatório | Pts: Anthony 37 Rbts: Davis, Love 6 Asts: Williams 11 |        | Pts: Diogu 27 Rbts: Diogu 7 Asts: Aminu 4 |  | Basketball Arena, Londres Árbitros: Juan Arteaga (ESP), Robert Lottermoser (GER), Elena Chernova (RUS) |  |

| 4 de agosto 09:00 | Relatório | Tunísia                                                     | 69–73 | França                                    |  | Basketball Arena, Londres Árbitros: Guerrino Cerebuch (ITA), William Kennedy (USA), Vaughan Mayberry (AUS) |  |
| 4 de agosto 09:00 | Relatório | Placar por quarto: 15–20, 12–15, 16–25, 26–13               |       |                                           |  | Basketball Arena, Londres Árbitros: Guerrino Cerebuch (ITA), William Kennedy (USA), Vaughan Mayberry (AUS) |  |
| 4 de agosto 09:00 | Relatório | Pts: Hdidane 20 Rbts: Ben Romdhane 8 Asts: Laghnej, Mejri 3 |       | Pts: Parker 22 Rbts: Batum 8 Asts: Diaw 5 |  | Basketball Arena, Londres Árbitros: Guerrino Cerebuch (ITA), William Kennedy (USA), Vaughan Mayberry (AUS) |  |

| 4 de agosto 14:30 | Relatório | Lituânia                                                   | 94–99 | Estados Unidos                                   |  | Basketball Arena, Londres Árbitros: Recep Ankaralı (TUR), Luigi Lamonica (ITA), Marcos Benito (BRA) |  |
| 4 de agosto 14:30 | Relatório | Placar por quarto: 25–33, 26–22, 21–23, 22–21              |       |                                                  |  | Basketball Arena, Londres Árbitros: Recep Ankaralı (TUR), Luigi Lamonica (ITA), Marcos Benito (BRA) |  |
| 4 de agosto 14:30 | Relatório | Pts: Kleiza 25 Rbts: Pocius 7 Asts: Jasikevičius, Pocius 6 |       | Pts: James, Anthony 20 Rbts: Love 8 Asts: Paul 6 |  | Basketball Arena, Londres Árbitros: Recep Ankaralı (TUR), Luigi Lamonica (ITA), Marcos Benito (BRA) |  |

| 4 de agosto 22:15 | Relatório | Nigéria                                       | 79–93 | Argentina                                      |  | Basketball Arena, Londres Árbitros: Cristiano Maranho (BRA), Michael Aylen (AUS), Samir Abaakil (MAR) |  |
| 4 de agosto 22:15 | Relatório | Placar por quarto: 19–37, 18–20, 20–19, 22–17 |       |                                                |  | Basketball Arena, Londres Árbitros: Cristiano Maranho (BRA), Michael Aylen (AUS), Samir Abaakil (MAR) |  |
| 4 de agosto 22:15 | Relatório | Pts: Diogu 16 Rbts: Diogu 11 Asts: Aminu 5    |       | Pts: Scola 22 Rbts: Nocioni 6 Asts: Ginóbili 8 |  | Basketball Arena, Londres Árbitros: Cristiano Maranho (BRA), Michael Aylen (AUS), Samir Abaakil (MAR) |  |

| 6 de agosto 11:15 | Relatório | Tunísia                                     | 63–76 | Lituânia                                                                     |  | Basketball Arena, Londres Árbitros: Juan Arteaga (ESP), Saša Pukl (SLO), Felicia Grinter (USA) |  |
| 6 de agosto 11:15 | Relatório | Placar por quarto: 18–7, 17–22, 19–21, 9–26 |       |                                                                              |  | Basketball Arena, Londres Árbitros: Juan Arteaga (ESP), Saša Pukl (SLO), Felicia Grinter (USA) |  |
| 6 de agosto 11:15 | Relatório | Pts: Rzig 17 Rbts: Mejri 12 Asts: Mejri 3   |       | Pts: Songaila, Jasikevičius 13 Rbts: Kleiza, Valančiūnas 6 Asts: Kalnietis 9 |  | Basketball Arena, Londres Árbitros: Juan Arteaga (ESP), Saša Pukl (SLO), Felicia Grinter (USA) |  |

| 6 de agosto 14:30 | Relatório | França                                           | 79–73 | Nigéria                                                         |  | Basketball Arena, Londres Árbitros: Recep Ankaralı (TUR), Michael Aylen (AUS), Rabah Noujaim (LIB) |  |
| 6 de agosto 14:30 | Relatório | Placar por quarto: 23–10, 18–20, 15–24, 23–19    |       |                                                                 |  | Basketball Arena, Londres Árbitros: Recep Ankaralı (TUR), Michael Aylen (AUS), Rabah Noujaim (LIB) |  |
| 6 de agosto 14:30 | Relatório | Pts: Batum 23 Rbts: Batum, Diaw 6 Asts: Parker 7 |       | Pts: Oguchi 35 Rbts: Diogu, A. Aminu 7 Asts: quatro jogadores 2 |  | Basketball Arena, Londres Árbitros: Recep Ankaralı (TUR), Michael Aylen (AUS), Rabah Noujaim (LIB) |  |

| 6 de agosto 22:15 | Relatório | Argentina                                          | 97–126 | Estados Unidos                                     |  | Basketball Arena, Londres Árbitros: Christos Christodoulou (GRE), Ilija Belošević (SRB), Stephen Seibel (CAN) |  |
| 6 de agosto 22:15 | Relatório | Placar por quarto: 32–34, 27–26, 17–42, 21–24      |        |                                                    |  | Basketball Arena, Londres Árbitros: Christos Christodoulou (GRE), Ilija Belošević (SRB), Stephen Seibel (CAN) |  |
| 6 de agosto 22:15 | Relatório | Pts: Ginóbili 16 Rbts: Ginóbili 5 Asts: Campazzo 7 |        | Pts: Durant 28 Rbts: Iguodala, Love 9 Asts: Paul 7 |  | Basketball Arena, Londres Árbitros: Christos Christodoulou (GRE), Ilija Belošević (SRB), Stephen Seibel (CAN) |  |

### Grupo B
| Equipe       | J | V | D | PF  | PC  | Dif  | GA    | Pts | CD  |
| ------------ | - | - | - | --- | --- | ---- | ----- | --- | --- |
| Rússia       | 5 | 4 | 1 | 400 | 359 | +41  | 1.114 | 9   | 1–0 |
| Brasil       | 5 | 4 | 1 | 402 | 349 | +53  | 1.152 | 9   | 0–1 |
| Espanha      | 5 | 3 | 2 | 414 | 394 | +20  | 1.051 | 8   | 1–0 |
| Austrália    | 5 | 3 | 2 | 410 | 373 | +37  | 1.099 | 8   | 0–1 |
| Grã-Bretanha | 5 | 1 | 4 | 380 | 405 | −25  | 0.938 | 6   |     |
| China        | 5 | 0 | 5 | 313 | 439 | −126 | 0.713 | 5   |     |

| 29 de julho 11:15 | Relatório | Brasil                                                  | 75–71 | Austrália                                             |  | Basketball Arena, Londres Árbitros: Guerrino Cerebuch (ITA), William Kennedy (USA), Christos Christodoulou (GRE) |  |
| 29 de julho 11:15 | Relatório | Placar por quarto: 19–20, 17–15, 20–14, 19–22           |       |                                                       |  | Basketball Arena, Londres Árbitros: Guerrino Cerebuch (ITA), William Kennedy (USA), Christos Christodoulou (GRE) |  |
| 29 de julho 11:15 | Relatório | Pts: Barbosa 16 Rbts: três jogadores 7 Asts: Huertas 10 |       | Pts: Mills 20 Rbts: Andersen 8 Asts: Mills, Nielsen 4 |  | Basketball Arena, Londres Árbitros: Guerrino Cerebuch (ITA), William Kennedy (USA), Christos Christodoulou (GRE) |  |

| 29 de julho 16:45 | Relatório | Espanha                                             | 97–81 | China                                                          |  | Basketball Arena, Londres Árbitros: Luigi Lamonica (ITA), Felicia Grinter (USA), Fernando Sampietro (ARG) |  |
| 29 de julho 16:45 | Relatório | Placar por quarto: 19–17, 34–24, 16–19, 28–21       |       |                                                                |  | Basketball Arena, Londres Árbitros: Luigi Lamonica (ITA), Felicia Grinter (USA), Fernando Sampietro (ARG) |  |
| 29 de julho 16:45 | Relatório | Pts: P. Gasol 21 Rbts: P. Gasol 11 Asts: M. Gasol 5 |       | Pts: Yi Jianlian 30 Rbts: Yi Jianlian 12 Asts: Chen Jianghua 5 |  | Basketball Arena, Londres Árbitros: Luigi Lamonica (ITA), Felicia Grinter (USA), Fernando Sampietro (ARG) |  |

| 29 de julho 20:00 | Relatório | Rússia                                         | 95–75 | Grã-Bretanha                                          |  | Basketball Arena, Londres Árbitros: Pablo Estévez (ARG), Jorge Vázquez (PUR), Stephen Seibel (CAN) |  |
| 29 de julho 20:00 | Relatório | Placar por quarto: 24–19, 25–15, 22–24, 24–17  |       |                                                       |  | Basketball Arena, Londres Árbitros: Pablo Estévez (ARG), Jorge Vázquez (PUR), Stephen Seibel (CAN) |  |
| 29 de julho 20:00 | Relatório | Pts: Kirilenko 35 Rbts: Shved 6 Asts: Shved 13 |       | Pts: Deng 26 Rbts: Freeland 10 Asts: Deng, Reinking 3 |  | Basketball Arena, Londres Árbitros: Pablo Estévez (ARG), Jorge Vázquez (PUR), Stephen Seibel (CAN) |  |

| 31 de julho 09:00 | Relatório | China                                                         | 54–73 | Rússia                                                    |  | Basketball Arena, Londres Árbitros: Saša Pukl (SLO), Robert Lottermoser (GER), William Kennedy (USA) |  |
| 31 de julho 09:00 | Relatório | Placar por quarto: 12–20, 13–20, 14–21, 15–12                 |       |                                                           |  | Basketball Arena, Londres Árbitros: Saša Pukl (SLO), Robert Lottermoser (GER), William Kennedy (USA) |  |
| 31 de julho 09:00 | Relatório | Pts: Yi Jianlian 16 Rbts: Yi Jianlian 7 Asts: Chen Jianghua 4 |       | Pts: Kirilenko 16 Rbts: Khryapa 12 Asts: Shved, Khryapa 6 |  | Basketball Arena, Londres Árbitros: Saša Pukl (SLO), Robert Lottermoser (GER), William Kennedy (USA) |  |

| 31 de julho 11:15 | Relatório | Austrália                                           | 70–82 | Espanha                                                |  | Basketball Arena, Londres Árbitros: Carl Jungebrand (FIN), Borys Ryschyk (UKR), José Carrion (PUR) |  |
| 31 de julho 11:15 | Relatório | Placar por quarto: 19–14, 13–23, 10–26, 28–19       |       |                                                        |  | Basketball Arena, Londres Árbitros: Carl Jungebrand (FIN), Borys Ryschyk (UKR), José Carrion (PUR) |  |
| 31 de julho 11:15 | Relatório | Pts: Ingles 12 Rbts: Andersen 7 Asts: Dellavedova 4 |       | Pts: P. Gasol 20 Rbts: Reyes 12 Asts: três jogadores 3 |  | Basketball Arena, Londres Árbitros: Carl Jungebrand (FIN), Borys Ryschyk (UKR), José Carrion (PUR) |  |

| 31 de julho 16:45 | Relatório | Grã-Bretanha                                                      | 62–67 | Brasil                                                  |  | Basketball Arena, Londres Árbitros: Recep Ankaralı (TUR), Ilija Belošević (SRB), Fernando Sampietro (ARG) |  |
| 31 de julho 16:45 | Relatório | Placar por quarto: 11–4, 16–23, 16–21, 19-19                      |       |                                                         |  | Basketball Arena, Londres Árbitros: Recep Ankaralı (TUR), Ilija Belošević (SRB), Fernando Sampietro (ARG) |  |
| 31 de julho 16:45 | Relatório | Pts: Mensah-Bonsu, Reinking 13 Rbts: Mensah-Bonsu 12 Asts: Deng 7 |       | Pts: Splitter 21 Rbts: três jogadores 6 Asts: Huertas 8 |  | Basketball Arena, Londres Árbitros: Recep Ankaralı (TUR), Ilija Belošević (SRB), Fernando Sampietro (ARG) |  |

| 2 de agosto 11:15 | Relatório | Austrália                                        | 81–61 | China                                                                       |  | Basketball Arena, Londres Árbitros: Recep Ankaralı (TUR), Pablo Estévez (ARG), Stephen Seibel (CAN) |  |
| 2 de agosto 11:15 | Relatório | Placar por quarto: 21–22, 28–11, 12–19, 20–9     |       |                                                                             |  | Basketball Arena, Londres Árbitros: Recep Ankaralı (TUR), Pablo Estévez (ARG), Stephen Seibel (CAN) |  |
| 2 de agosto 11:15 | Relatório | Pts: Mills 20 Rbts: Worthington 8 Asts: Ingles 7 |       | Pts: Wang Shipeng 21 Rbts: Yi Jianlian, Wang Zhizhi 12 Asts: Wang Shipeng 3 |  | Basketball Arena, Londres Árbitros: Recep Ankaralı (TUR), Pablo Estévez (ARG), Stephen Seibel (CAN) |  |

| 2 de agosto 16:45 | Relatório | Brasil                                         | 74–75 | Rússia                                                |  | Basketball Arena, Londres Árbitros: José Carrion (PUR), Luigi Lamonica (ITA), Rabah Noujaim (LIB) |  |
| 2 de agosto 16:45 | Relatório | Placar por quarto: 20–15, 12–25, 21–19, 21–16  |       |                                                       |  | Basketball Arena, Londres Árbitros: José Carrion (PUR), Luigi Lamonica (ITA), Rabah Noujaim (LIB) |  |
| 2 de agosto 16:45 | Relatório | Pts: Barbosa 16 Rbts: Hilário 10 Asts: Souza 4 |       | Pts: Kirilenko 19 Rbts: Monia, Mozgov 7 Asts: Shved 6 |  | Basketball Arena, Londres Árbitros: José Carrion (PUR), Luigi Lamonica (ITA), Rabah Noujaim (LIB) |  |

| 2 de agosto 20:00 | Relatório | Espanha                                                  | 79–78 | Grã-Bretanha                           |  | Basketball Arena, Londres Árbitros: William Kennedy (USA), Saša Pukl (SLO), Oļegs Latiševs (LAT) |  |
| 2 de agosto 20:00 | Relatório | Placar por quarto: 24–15, 13–14, 24–19, 18–30            |       |                                        |  | Basketball Arena, Londres Árbitros: William Kennedy (USA), Saša Pukl (SLO), Oļegs Latiševs (LAT) |  |
| 2 de agosto 20:00 | Relatório | Pts: Calderón 19 Rbts: San Emeterio 10 Asts: Fernández 7 |       | Pts: Deng 26 Rbts: Deng 9 Asts: Deng 7 |  | Basketball Arena, Londres Árbitros: William Kennedy (USA), Saša Pukl (SLO), Oļegs Latiševs (LAT) |  |

| 4 de agosto 11:15 | Relatório | Rússia                                             | 77–74 | Espanha                                                       |  | Basketball Arena, Londres Árbitros: Christos Christodoulou (GRE), Jorge Vázquez (PUR), Fernando Sampietro (ARG) |  |
| 4 de agosto 11:15 | Relatório | Placar por quarto: 11–28, 21–12, 24–13, 21–21      |       |                                                               |  | Basketball Arena, Londres Árbitros: Christos Christodoulou (GRE), Jorge Vázquez (PUR), Fernando Sampietro (ARG) |  |
| 4 de agosto 11:15 | Relatório | Pts: Fridzon 24 Rbts: Mozgov 9 Asts: Ponkrashov 11 |       | Pts: P. Gasol 20 Rbts: M. Gasol 9 Asts: Rodríguez, Calderón 3 |  | Basketball Arena, Londres Árbitros: Christos Christodoulou (GRE), Jorge Vázquez (PUR), Fernando Sampietro (ARG) |  |

| 4 de agosto 16:45 | Relatório | China                                                        | 59–98 | Brasil                                        |  | Basketball Arena, Londres Árbitros: Carl Jungebrand (FIN), Borys Ryschyk (UKR), Oļegs Latiševs (LAT) |  |
| 4 de agosto 16:45 | Relatório | Placar por quarto: 11–25, 10–17, 17–28, 21–28                |       |                                               |  | Basketball Arena, Londres Árbitros: Carl Jungebrand (FIN), Borys Ryschyk (UKR), Oļegs Latiševs (LAT) |  |
| 4 de agosto 16:45 | Relatório | Pts: Zhu Fangyu 13 Rbts: Yi Jianlian 6 Asts: Chen Jianghua 2 |       | Pts: Souza 14 Rbts: Varejão 13 Asts: Taylor 6 |  | Basketball Arena, Londres Árbitros: Carl Jungebrand (FIN), Borys Ryschyk (UKR), Oļegs Latiševs (LAT) |  |

| 4 de agosto 20:00 | Relatório | Grã-Bretanha                                        | 75–106 | Austrália                                           |  | Basketball Arena, Londres Árbitros: Juan Arteaga (ESP), José Carrion (PUR), Robert Lottermoser (GER) |  |
| 4 de agosto 20:00 | Relatório | Placar por quarto: 25–18, 21–18, 14–30, 15–40       |        |                                                     |  | Basketball Arena, Londres Árbitros: Juan Arteaga (ESP), José Carrion (PUR), Robert Lottermoser (GER) |  |
| 4 de agosto 20:00 | Relatório | Pts: Freeland 16 Rbts: Freeland 7 Asts: Archibald 4 |        | Pts: Mills 39 Rbts: Newley 8 Asts: Ingles, Newley 4 |  | Basketball Arena, Londres Árbitros: Juan Arteaga (ESP), José Carrion (PUR), Robert Lottermoser (GER) |  |

| 6 de agosto 09:00 | Relatório | Austrália                                              | 82–80 | Rússia                                              |  | Basketball Arena, Londres Árbitros: Carl Jungebrand (FIN), Luigi Lamonica (ITA), Samir Abaakil (MAR) |  |
| 6 de agosto 09:00 | Relatório | Placar por quarto: 29–20, 17–25, 23–19, 13–16          |       |                                                     |  | Basketball Arena, Londres Árbitros: Carl Jungebrand (FIN), Luigi Lamonica (ITA), Samir Abaakil (MAR) |  |
| 6 de agosto 09:00 | Relatório | Pts: Ingles 20 Rbts: Dellavedova 6 Asts: Dellavedova 7 |       | Pts: Kaun 18 Rbts: três jogadores 6 Asts: Khryapa 8 |  | Basketball Arena, Londres Árbitros: Carl Jungebrand (FIN), Luigi Lamonica (ITA), Samir Abaakil (MAR) |  |

| 6 de agosto 16:45 | Relatório | Grã-Bretanha                                      | 90–58 | China                                                    |  | Basketball Arena, Londres Árbitros: Cristiano Maranho (BRA), Fernando Sampietro (ARG), Vaughan Mayberry (AUS) |  |
| 6 de agosto 16:45 | Relatório | Placar por quarto: 27–15, 19–16, 26–17, 18–10     |       |                                                          |  | Basketball Arena, Londres Árbitros: Cristiano Maranho (BRA), Fernando Sampietro (ARG), Vaughan Mayberry (AUS) |  |
| 6 de agosto 16:45 | Relatório | Pts: Achara 16 Rbts: Archibald 9 Asts: Lawrence 6 |       | Pts: Wang Zhizhi 11 Rbts: Yi Jianlian 14 Asts: Liu Wei 4 |  | Basketball Arena, Londres Árbitros: Cristiano Maranho (BRA), Fernando Sampietro (ARG), Vaughan Mayberry (AUS) |  |

| 6 de agosto 20:00 | Relatório | Espanha                                                  | 82–88 | Brasil                                          |  | Basketball Arena, Londres Árbitros: Pablo Estévez (ARG), Jorge Vázquez (PUR), Robert Lottermoser (GER) |  |
| 6 de agosto 20:00 | Relatório | Placar por quarto: 26–17, 18–21, 22–19, 16–31            |       |                                                 |  | Basketball Arena, Londres Árbitros: Pablo Estévez (ARG), Jorge Vázquez (PUR), Robert Lottermoser (GER) |  |
| 6 de agosto 20:00 | Relatório | Pts: P. Gasol 25 Rbts: P. Gasol 7 Asts: três jogadores 4 |       | Pts: Barbosa 23 Rbts: Varejão 7 Asts: Huertas 6 |  | Basketball Arena, Londres Árbitros: Pablo Estévez (ARG), Jorge Vázquez (PUR), Robert Lottermoser (GER) |  |

## Fase final

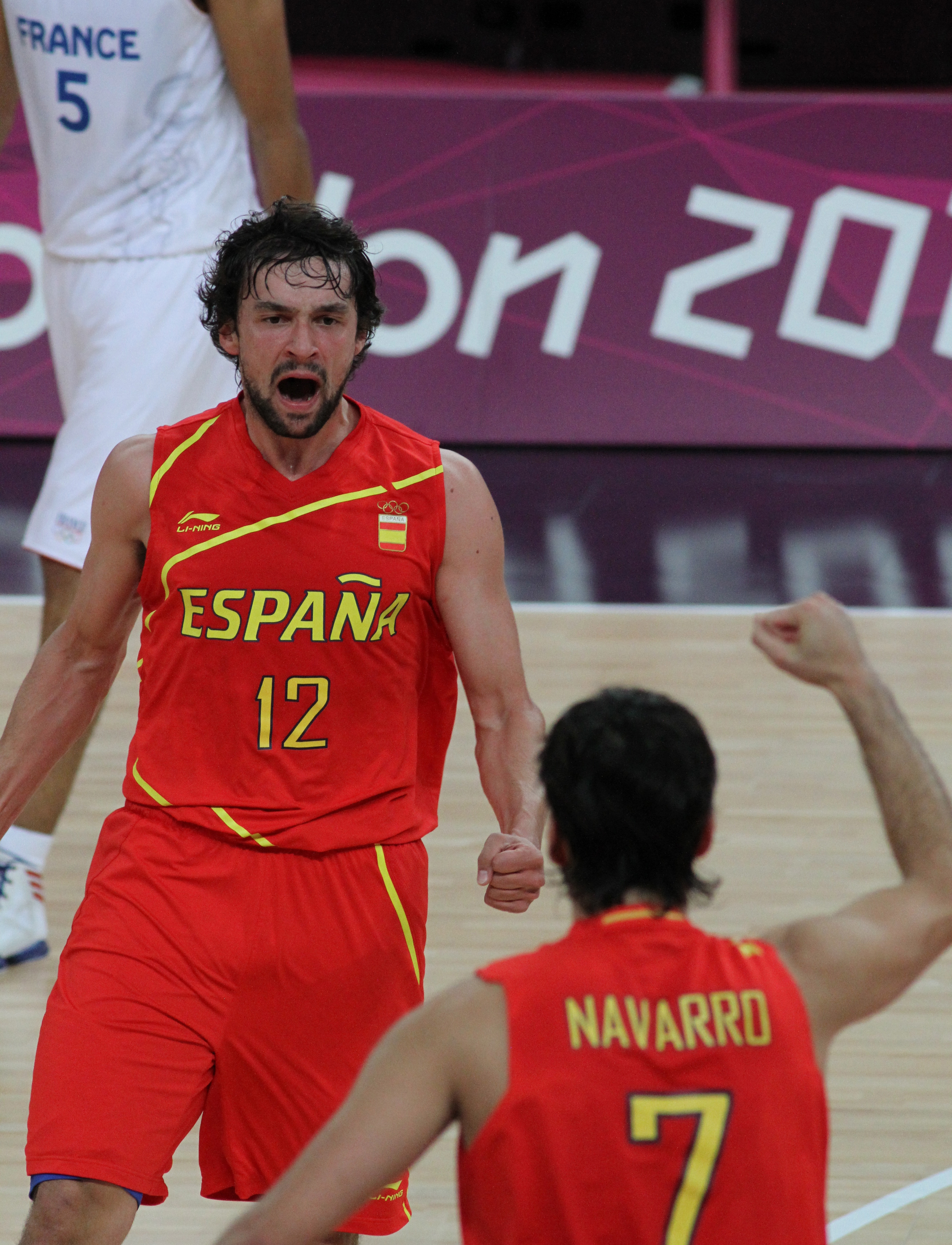
Sergio Llull (12) e Juan Carlos Navarro, da Espanha, na vitória sobre a França nas quartas.

|  | Quartas-de-final | Quartas-de-final   | Quartas-de-final |             |            | Semifinal          | Semifinal           | Semifinal           |                     |  | Final | Final              | Final |
|  |                  |                    |                  |             |            |                    |                     |                     |                     |  |       |                    |       |
|  | A1               | USA Estados Unidos | 119              |             |            |                    |                     |                     |                     |  |       |                    |       |
|  | B4               | AUS Austrália      | 86               |             |            |                    |                     |                     |                     |  |       |                    |       |
|  | B4               | AUS Austrália      | 86               |             | A1         | USA Estados Unidos | 109                 |                     |                     |  |       |                    |       |
|  |                  |                    |                  |             | A1         | USA Estados Unidos | 109                 |                     |                     |  |       |                    |       |
|  |                  | A3                 | ARG Argentina    | 83          |            |                    |                     |                     |                     |  |       |                    |       |
|  | B2               | A3                 | ARG Argentina    | 83          | BRA Brasil | 77                 |                     |                     |                     |  |       |                    |       |
|  | B2               |                    |                  |             | BRA Brasil | 77                 |                     |                     |                     |  |       |                    |       |
|  | A3               | ARG Argentina      | 82               |             |            |                    |                     |                     |                     |  |       |                    |       |
|  |                  |                    |                  |             |            |                    |                     |                     |                     |  | A1    | USA Estados Unidos | 107   |
|  |                  |                    | B3               | ESP Espanha | 100        |                    |                     |                     |                     |  |       |                    |       |
|  | B1               | RUS Rússia         | 83               |             |            |                    |                     |                     |                     |  |       |                    |       |
|  | A4               | LTU Lituânia       | 74               |             |            |                    |                     |                     |                     |  |       |                    |       |
|  | A4               | LTU Lituânia       | 74               |             | B1         | RUS Rússia         | 59                  |                     |                     |  |       |                    |       |
|  |                  |                    |                  |             | B1         | RUS Rússia         | 59                  |                     |                     |  |       |                    |       |
|  |                  | B3                 | ESP Espanha      | 67          |            |                    | Disputa pelo bronze | Disputa pelo bronze | Disputa pelo bronze |  |       |                    |       |
|  | A2               | FRA França         | 59               |             |            |                    | A3                  | ARG Argentina       | 77                  |  |       |                    |       |
|  | B3               | ESP Espanha        | 66               |             |            |                    |                     |                     |                     |  | B1    | RUS Rússia         | 81    |

### Quartas-de-final
| 8 de agosto 14:00 | Relatório | Rússia                                               | 83–74 | Lituânia                                                      |  | North Greenwich Arena, Londres Árbitros: Carl Jungebrand (FIN), Pablo Estévez (ARG), Michael Aylen (AUS) |  |
| 8 de agosto 14:00 | Relatório | Placar por quarto: 17–10, 15–17, 22–23, 29–24        |       |                                                               |  | North Greenwich Arena, Londres Árbitros: Carl Jungebrand (FIN), Pablo Estévez (ARG), Michael Aylen (AUS) |  |
| 8 de agosto 14:00 | Relatório | Pts: Kirilenko 19 Rbts: Kirilenko 13 Asts: Khryapa 8 |       | Pts: Kaukėnas 19 Rbts: Valančiūnas 9 Asts: quatro jogadores 3 |  | North Greenwich Arena, Londres Árbitros: Carl Jungebrand (FIN), Pablo Estévez (ARG), Michael Aylen (AUS) |  |

| 8 de agosto 16:15 | Relatório | França                                         | 59–66 | Espanha                                                        |  | North Greenwich Arena, Londres Árbitros: Cristiano Maranho (BRA), William Kennedy (USA), Christos Christodoulou (GRE) |  |
| 8 de agosto 16:15 | Relatório | Placar por quarto: 22–17, 15–17, 16–17, 6–15   |       |                                                                |  | North Greenwich Arena, Londres Árbitros: Cristiano Maranho (BRA), William Kennedy (USA), Christos Christodoulou (GRE) |  |
| 8 de agosto 16:15 | Relatório | Pts: Parker, Diaw 15 Rbts: Diaw 8 Asts: Diaw 5 |       | Pts: M. Gasol 14 Rbts: P. Gasol 11 Asts: P. Gasol, Fernández 3 |  | North Greenwich Arena, Londres Árbitros: Cristiano Maranho (BRA), William Kennedy (USA), Christos Christodoulou (GRE) |  |

| 8 de agosto 20:00 | Relatório | Brasil                                                    | 77–82 | Argentina                                       |  | North Greenwich Arena, Londres Árbitros: Juan Arteaga (ESP), José Carrion (PUR), Recep Ankaralı (TUR) |  |
| 8 de agosto 20:00 | Relatório | Placar por quarto: 26–23, 14–23, 14–18, 23–18             |       |                                                 |  | North Greenwich Arena, Londres Árbitros: Juan Arteaga (ESP), José Carrion (PUR), Recep Ankaralı (TUR) |  |
| 8 de agosto 20:00 | Relatório | Pts: Barbosa, Huertas 22 Rbts: Hilário 12 Asts: Huertas 5 |       | Pts: Scola 17 Rbts: Ginóbili 8 Asts: Prigioni 8 |  | North Greenwich Arena, Londres Árbitros: Juan Arteaga (ESP), José Carrion (PUR), Recep Ankaralı (TUR) |  |

| 8 de agosto 22:15 | Relatório | Estados Unidos                                | 119–86 | Austrália                                   |  | North Greenwich Arena, Londres Árbitros: Luigi Lamonica (ITA), Fernando Sampietro (ARG), Samir Abaakil (MAR) |  |
| 8 de agosto 22:15 | Relatório | Placar por quarto: 28–21, 28–21, 28–28, 35–16 |        |                                             |  | North Greenwich Arena, Londres Árbitros: Luigi Lamonica (ITA), Fernando Sampietro (ARG), Samir Abaakil (MAR) |  |
| 8 de agosto 22:15 | Relatório | Pts: Bryant 20 Rbts: James 14 Asts: James 11  |        | Pts: Mills 26 Rbts: Ingles 8 Asts: Ingles 6 |  | North Greenwich Arena, Londres Árbitros: Luigi Lamonica (ITA), Fernando Sampietro (ARG), Samir Abaakil (MAR) |  |

### Semifinais
| 10 de agosto 17:00 | Relatório | Espanha                                                   | 67–59 | Rússia                                       |  | North Greenwich Arena, Londres Árbitros: Luigi Lamonica (ITA), Ilija Belošević (SRB), Marcos Benito (BRA) |  |
| 10 de agosto 17:00 | Relatório | Placar por quarto: 9–12, 11–19, 26–15, 21–13              |       |                                              |  | North Greenwich Arena, Londres Árbitros: Luigi Lamonica (ITA), Ilija Belošević (SRB), Marcos Benito (BRA) |  |
| 10 de agosto 17:00 | Relatório | Pts: P. Gasol 16 Rbts: P. Gasol 12 Asts: três jogadores 3 |       | Pts: Kaun 14 Rbts: Kirilenko 8 Asts: Shved 7 |  | North Greenwich Arena, Londres Árbitros: Luigi Lamonica (ITA), Ilija Belošević (SRB), Marcos Benito (BRA) |  |

| 10 de agosto 21:00 | Relatório | Argentina                                         | 83–109 | Estados Unidos                                  |  | North Greenwich Arena, Londres Árbitros: Carl Jungebrand (FIN), Recep Ankaralı (TUR), Robert Lottermoser (GER) |  |
| 10 de agosto 21:00 | Relatório | Placar por quarto: 19–24, 21–23, 17–27, 26–35     |        |                                                 |  | North Greenwich Arena, Londres Árbitros: Carl Jungebrand (FIN), Recep Ankaralı (TUR), Robert Lottermoser (GER) |  |
| 10 de agosto 21:00 | Relatório | Pts: Ginóbili 18 Rbts: Delfino 5 Asts: Prigioni 6 |        | Pts: Durant 19 Rbts: Love 9 Asts: James, Paul 7 |  | North Greenwich Arena, Londres Árbitros: Carl Jungebrand (FIN), Recep Ankaralı (TUR), Robert Lottermoser (GER) |  |

### Disputa do bronze
| 12 de agosto 11:00 | Relatório | Argentina                                         | 77–81 | Rússia                                        |  | North Greenwich Arena, Londres Árbitros: Juan Arteaga (ESP), José Carrion (PUR), William Kennedy (USA) |  |
| 12 de agosto 11:00 | Relatório | Placar por quarto: 20–19, 18–21, 19–21, 20–20     |       |                                               |  | North Greenwich Arena, Londres Árbitros: Juan Arteaga (ESP), José Carrion (PUR), William Kennedy (USA) |  |
| 12 de agosto 11:00 | Relatório | Pts: Ginóbili 21 Rbts: Nocioni 7 Asts: Prigioni 7 |       | Pts: Shved 25 Rbts: Kirilenko 8 Asts: Shved 7 |  | North Greenwich Arena, Londres Árbitros: Juan Arteaga (ESP), José Carrion (PUR), William Kennedy (USA) |  |

### Final
| 12 de agosto 15:00 | Relatório | Estados Unidos                                    | 107–100 | Espanha                                         |  | North Greenwich Arena, Londres Árbitros: Cristiano Maranho (BRA), Christos Christodoulou (GRE), Michael Aylen (AUS) |  |
| 12 de agosto 15:00 | Relatório | Placar por quarto: 35–27, 24–31, 24–24, 24–18     |         |                                                 |  | North Greenwich Arena, Londres Árbitros: Cristiano Maranho (BRA), Christos Christodoulou (GRE), Michael Aylen (AUS) |  |
| 12 de agosto 15:00 | Relatório | Pts: Durant 30 Rbts: Durant, Love 9 Asts: James 4 |         | Pts: P. Gasol 24 Rbts: Ibaka 9 Asts: P. Gasol 7 |  | North Greenwich Arena, Londres Árbitros: Cristiano Maranho (BRA), Christos Christodoulou (GRE), Michael Aylen (AUS) |  |

## Classificação final
| Pos.              | Equipe             | Campanha (V–D) |
| ----------------- | ------------------ | -------------- |
| Medalha de ouro   | USA Estados Unidos | 8–0            |
| Medalha de prata  | ESP Espanha        | 5–3            |
| Medalha de bronze | RUS Rússia         | 6–2            |
| 4                 | ARG Argentina      | 4–4            |
| 5                 | BRA Brasil         | 4–2            |
| 6                 | FRA França         | 4–2            |
| 7                 | AUS Austrália      | 3–3            |
| 8                 | LTU Lituânia       | 2–4            |
| 9                 | GBR Grã-Bretanha   | 1–4            |
| 10                | NGR Nigéria        | 1–4            |
| 11                | TUN Tunísia        | 0–5            |
| 12                | CHN China          | 0–5            |